# Casa Blanch (Girona)
Casa Blanch és un edifici racionalista de Girona que forma part de l'Inventari del Patrimoni Arquitectònic de Catalunya.

## Descripció
És un edifici de caràcter racionalista i cantoner. Presenta unes façanes de composició plana, amb obertures horitzontals i balcons a la planta superior situats a les dues cantonades, que articulen els girs de l'edifici lligant les diferents façanes, essent els elements més personalitzats del conjunt. Inicialment era molt interessant l'espai de l'escala interior, molt ben resolt a nivell de disseny i connexió dels diferents nivells, encara que actualment ha estat molt modificat. Les façanes són arrebossades i la coberta és amb terrat pla.

## Història
És un dels exemples més representatius de l'arquitectura racionalista a la ciutat de Girona. Inicialment presentava la planta baixa destinada a taller de l'arquitectura, el primer pis era el lloc d'estada de la casa i el segon hi havia els dormitoris. En la postguerra l'edifici fou confiscat per "Auxilio Social" que el deixà en un estat lamentable de conservació.